# 프로그램 데이터 프로세서
프로그램 데이터 프로세서(Programmed Data Processor, 줄여서 PDP)는 디지털 이큅먼트 코퍼레이션이 만든 일련의 미니컴퓨터 이름이었다. PDP라는 이름은 의도적으로 "컴퓨터"라는 용어의 사용을 회피하였는데 이는 첫 PDP가 나올 당시 컴퓨터들은 커다랗고 까다롭고 값비싼 기기로 취급되었고 DEC사의 후방에 있던 모험 자본가들이 DEC의 "컴퓨터" 제조를 지원하지 않을 것이라 이야기하였기 때문이다. "미니컴퓨터"라는 낱말도 아직 발명되지 않은 때였다. 이리하여 DEC는 기존 라인의 논리 모듈을 사용하여 프로그램 가능한 데이터 프로세서(Programmable Data Processor)를 만들었고 이를 대형 컴퓨터를 취급하지 않는 시장에 초점을 맞추었다.

## PDP 시리즈
PDP 시리즈는 다음과 같다:
- PDP-1-1959년에 처음 생산된 18비트 미니컴퓨터다. 초기 비디오 게임 스페이스워!(1968)가 만들어진 플랫폼이기도 하다.
- PDP-2-만들어지지 않았다. 24비트 컴퓨터를 위한 예약 넘버
- PDP-3-DEC에서 최초로 만들어진 36비트 컴퓨터. CIA 과학연구소를 위해 만들어졌다. 구조적으로는 36비트 PDP-1.
- PDP-4-1962년에 출시된 18비트 모델이다. PDP-1의 염가판 버전이다. 이후의 다른 18비트 모델들과 비슷하지만 더 확장된 명령어 세트를 가지고 있다.
- PDP-5-1963년에 출시된 13비트 모델이다. 최대 메모리 크기를 4K에서 32K로 늘렸다.
- PDP-6-1964년에 출시된 DEC의 두 번째 36비트 모델. 명령어 세트를 도입한 최초의 PDP 계열 컴퓨터였으며, 훗날 만들어질 PDP-10과 DEC System-20이라는 컴퓨터의 프로토타입이 되었다.
- PDP-7-PDP-4의 대체품. 1964년에 출시되었다. 여담으로 UNIX의 첫 버전과 C언어의 전신인 B언어가 이 컴퓨터용으로 만들어졌다.
- PDP-8-작은 명령어 세트가 탑재된 12비트 컴퓨터. 1965년에 출시되었다.
- LINC-8-PDP-8의 CPU와 LINC라는 CPU가 탑재되어 두 개의 명령어 세트를 가진 1966년에 출시된 컴퓨터다.
- PDP-9-PDP-7의 후속 제품. PDP-7보다 2배 더 빠르다.
- PDP-10-DECsystem-10이라는 이름으로도 판매된 36비트 컴퓨터.
- PDP-11-1970년에 발매된 16비트 컴퓨터. 이 컴퓨터도 초기 비디오 게임에 도움을 주기도 했다. 1971년에 발매된 Syzeegy Engineering(現 아타리)의 컴퓨터 스페이스나 갤럭시 게임이 나왔고, 1985년엔 소련산 복제품 일렉트로니카 60으로 테트리스가 나오기도 했다.
- PDP-12-12비트 컴퓨터. PDP-8의 직접적인 후계기종이다.
- PDP-13-사용되지 않았다.
- PDP-14-산업용으로 발매된 12비트 컴퓨터.
- PDP-15-DEC의 마지막 18비트 컴퓨터
- PDP-16

## 사진첩

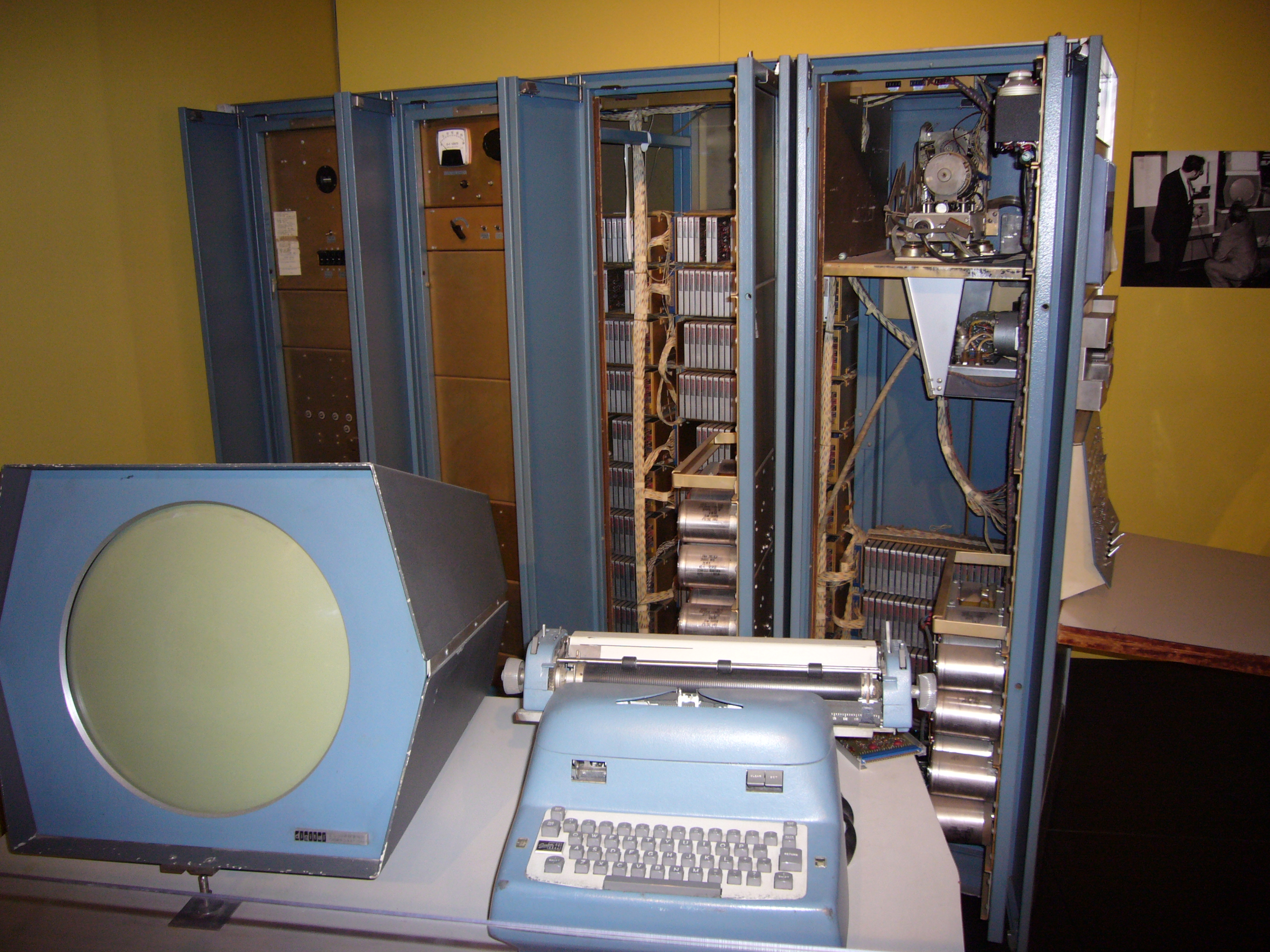
PDP-1
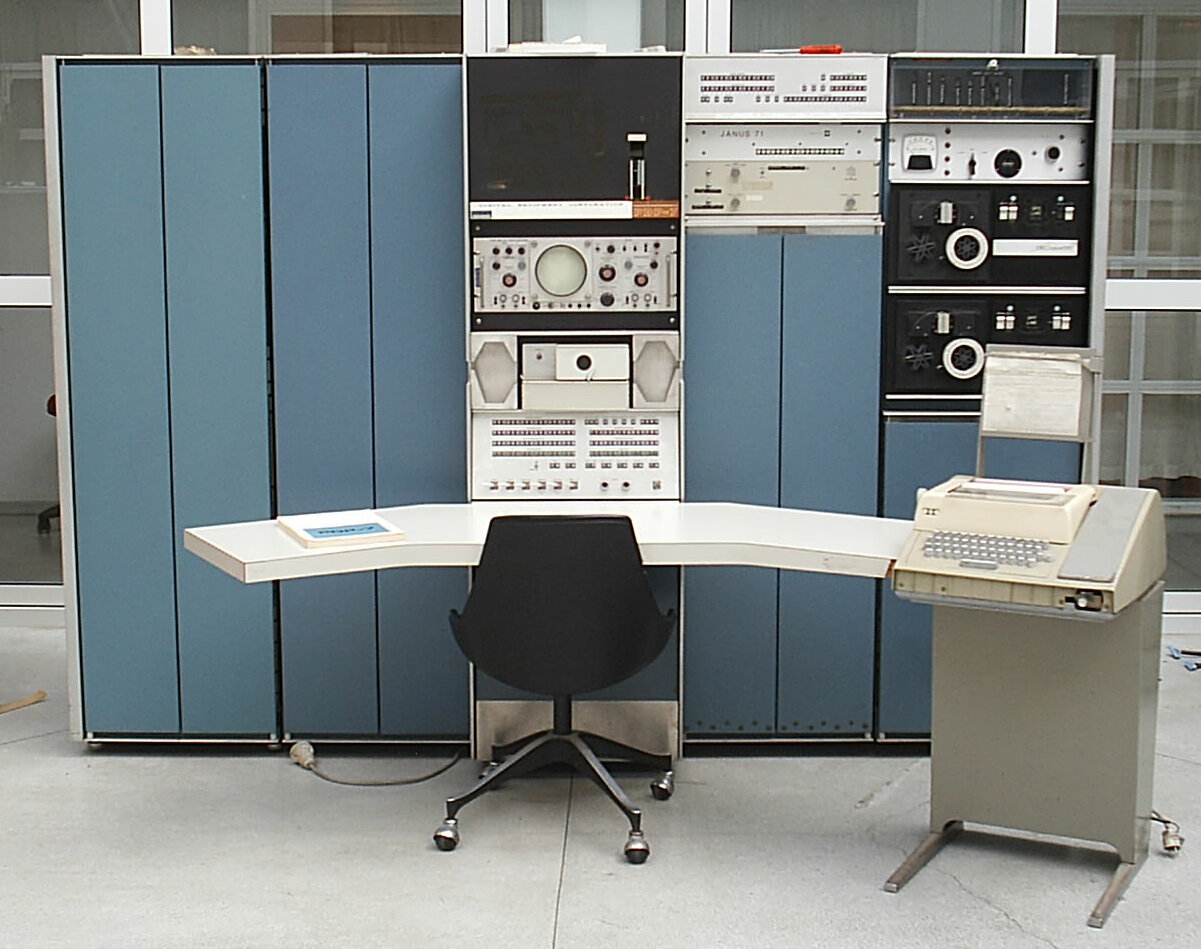
PDP-7
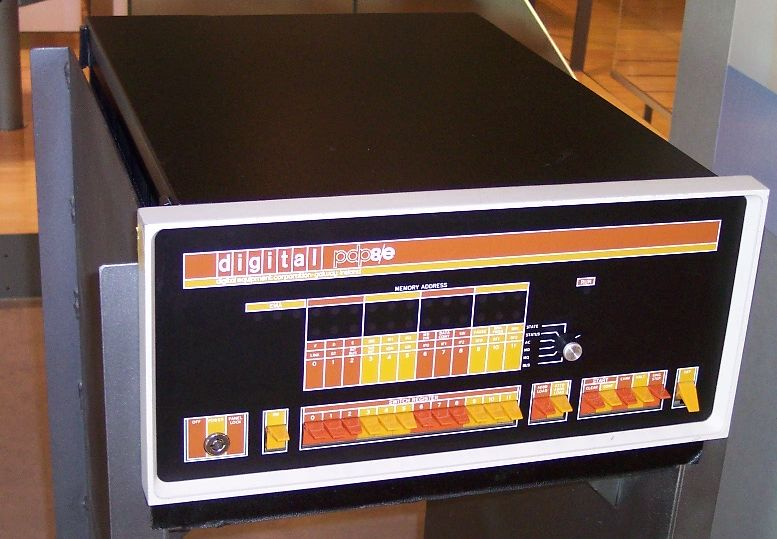
PDP-8/e
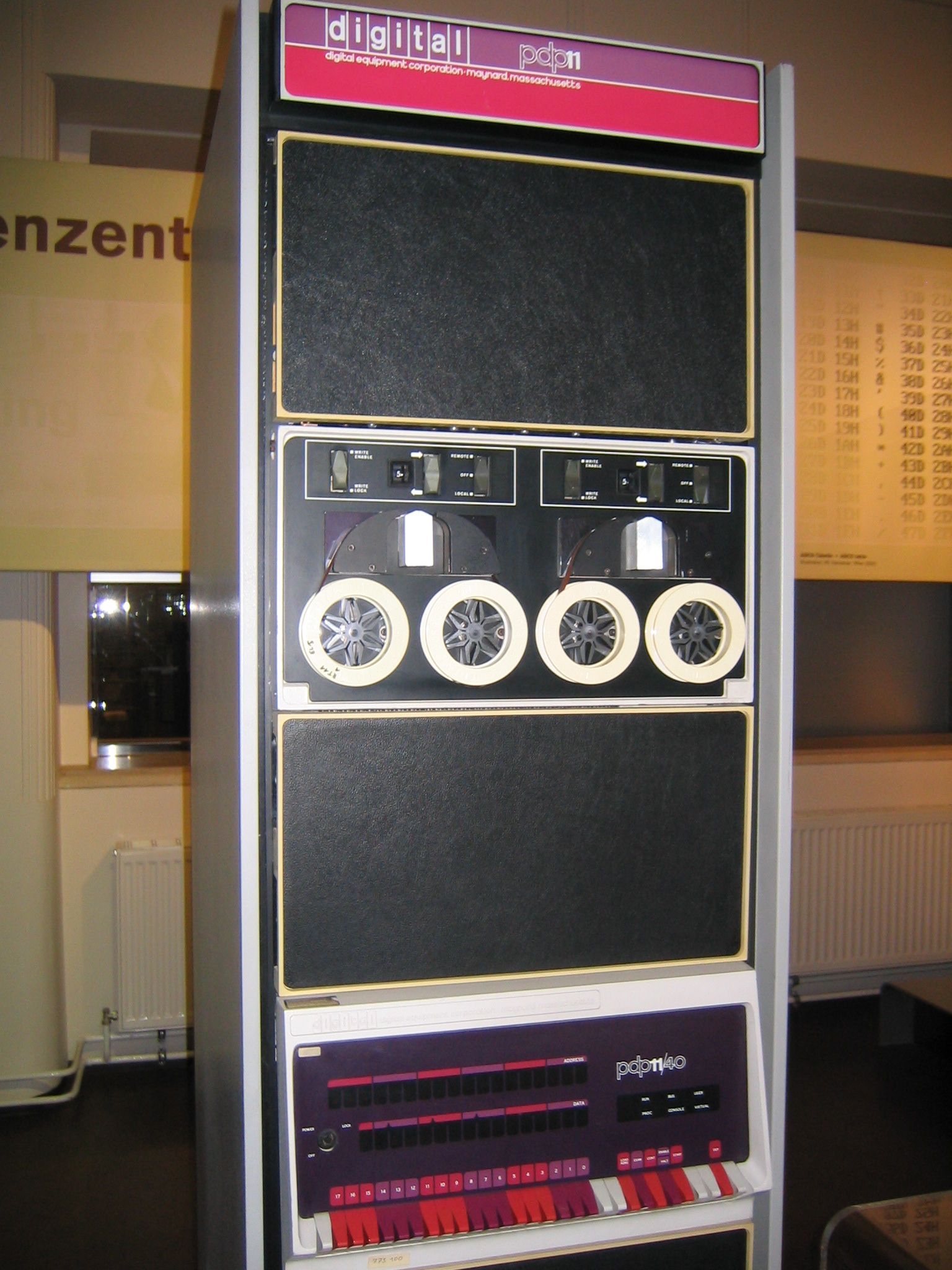
PDP-11/40
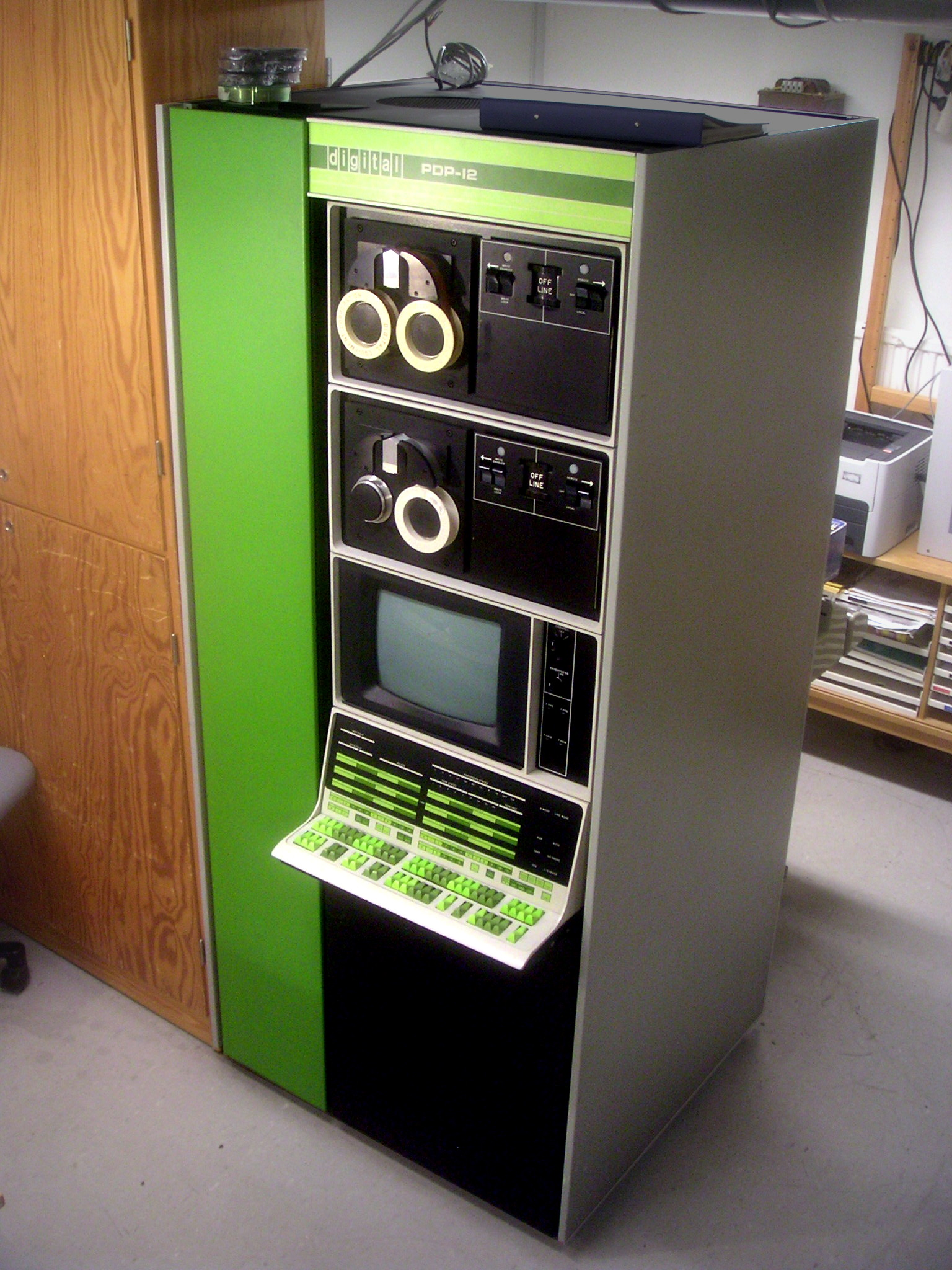
PDP-12

## 관련 컴퓨터
- TX-0
- LINC
- SM EVM
- DVK
- UKNC